# Stronghurst, Illinois
Stronghurst là một làng thuộc quận Henderson, tiểu bang Illinois, Hoa Kỳ. Năm 2010, dân số của làng này là 883 người.

## Dân số
Dân số qua các năm:
- Năm 2000: 896 người.
- Năm 2010: 883 người.